# Hoplocryptus confector
Hoplocryptus confector là một loài tò vò trong họ Ichneumonidae.